# Тривімі Веллісте
Тривімі Веллісте (Trivimi Velliste, нар. 4 травня 1947) — естонський державний діяч. З 1992 по 1994 — 2-й Міністр закордонних справ Естонії. З 1995 — член партії Ісамаалійт. 

## Життєпис
Міністр закордонних справ Естонії, радник міністра оборони Естонії, Президент Балтійської асамблеї, депутат Рійгікогу.
- 1971 — старший коректор видавництва «Валгус»
- 1971—1976 — заступник начальника літературного відділу Державного комітету з літератури Естонії, старший редактор головної редакції
- 1976—1987 — старший кореспондент відділу публіцистики тижневика Sirp ja Vasar, перекладач
- 1987—1991 — голова Естонського товариства охорони пам'яток старовини
- 1992—1994 — міністр закордонних справ Естонії
- 1992—1994 — депутат Рійгікогу (Парламенту Естонії) VII скликання
- 1994—1998 — постійний представник Естонії в ООН
- 1998—1999 — радник міністра оборони Естонії
- 1999—2011 — депутат Рійгікогу IX, X і XI скликань
- 2007 — Президент Балтійської асамблеї
- 2011 — кандидат в депутати Рійгікогу XII скликання (не набрав достатньої кількості голосів і не був обраний)

## Діяльність на підтримку ветеранів 20-ї естонської дивізіїWaffen SS
Виступає на зльотах ветеранів 20-ї гренадерської дивізії Waffen SS. 
Як депутат Рійгікогу протягом семи років боровся за офіційне визнання ветеранів 20-ї естонської дивізії Waffen SS борцями за свободу Естонії.
30 липня 2011 на зльоті ветеранів 20-ї дивізії Waffen SS на питання кореспондента, чи не народжуються довкола його точки зору на історію неонацисти, Веллісте відповів: 
 «В Естонії, серед естонців не було нацистської ідеології ні під час війни, ні після неї, ні зараз. Естонці не схильні до такої ідеології ». 

## Засудження нацизму
30 липня 2011 на традиційному зльоті ветеранів 20-ї дивізії Waffen SS дав негативну оцінку діям СРСР та нацистської Німеччини: 
 «І я не хочу стверджувати, що ворог номер 2, гітлерівська Німеччина, чимось принципово краще. Вони абсолютно рівні один одному ублюдочні хижаки.» 
 «Ми дуже добре знаємо, скільки нашого народу знищив кожен з окупантів. Обидва окупанта знищували наш народ, але окупант номер один знищив значно більше. Це жорстокі факти. Я не кажу про те, що трапилося б, якби німці виграли цю війну, про це ми можемо скільки завгодно спекулювати, що і робиться зараз». 

## Нагороди і премії
- Премія пам'яті професора Торолфа Рафто (1988)
- Орден Державного герба IV класу (2001)
- Орден Державного герба II класу (2006)
- Орден Відродження Польщі (2009)